# Llengua geogràfica
La llengua geogràfica, també coneguda per diversos altres termes (eritema migrant de la llengua, glossitis migratòria benigna, glossitis areata exfoliativa, plaques migratòries transitòries benignes) és una trastorn inflamatori de la membrana mucosa de la llengua, normalment a la superfície dorsal (un tipus de glossitis). És un trastorn comú, que afecta aproximadament un 2-3% de la població general. Es caracteritza per zones de depapil·lació llisa i vermella (pèrdua de papil·les linguals) que migren amb el pas del temps. El nom prové de l'aspecte similar al mapa, amb les zones que s'assemblen a les illes d'un arxipèlag. Es desconeix la causa, però és totalment benigne i no hi ha cap tractament curatiu. No és habitual que la llengua geogràfica pugui provocar una sensació de cremada a la llengua, per la qual cosa s'han descrit diversos tractaments amb poques proves formals d'eficàcia.